# Bataille de Sufétula (647)
Pour les articles homonymes, voir Bataille de Sufétula.
Conquête musulmane du Maghreb
Batailles
- Sufétula
- Tahouda
- Mammès
- Carthage
- Oued Nini
- Tabarka

La bataille de Sufétula a lieu en 647, à Sufétula (actuelle Sbeïtla, en Tunisie), entre les armées de l'exarchat de Carthage, menées par Grégoire le Patrice, et les armées du califat des Rachidoune (632-661), menées par le général Abdallah Ibn Saad. La bataille se conclut par la déroute des Byzantins, et la mort de Grégoire.

## Contexte
Au début du VIIe siècle, l'exarchat de Carthage est dans la tourmente interne en raison d'un conflit entre la population principalement chalcédoniste et les partisans du monothélisme. En 638, une tentative de compromis entre le chalcédonisme et le monophysisme est conçue, et promue par l'empereur Héraclius.
En 642-643, les Rachidoune prennent la Cyrénaique et l'Est de la Tripolitaine, avec Tripoli. Omar ibn al-Khattab ordonne l'arrêt de l'expansion. 
En 646, Grégoire le Patrice lance une rébellion contre l'empereur Constant II Héraclius en raison du soutien de ce dernier au monothélisme, mais sans doute, aussi, en réaction à la menace que les Arabes pèsent sur l'Afrique byzantine. La révolte de Grégoire semble trouver un large soutien, non seulement parmi les populations de berbères romanisés, mais aussi parmi les berbères non-romanisés de l'intérieur.
En 647, le successeur d'Omar, mort en 644, Othmane ibn Affan, ordonne à Abdallah ibn Saad d'envahir l'exarchat. Les musulmans envahissent l'ouest de la Tripolitaine et s'avancent jusqu'aux limites du nord de la province byzantine de Byzacène. Grégoire, pour les arrêter, concentre ses troupes à Sufétula et fait appel à de nombreuses tribus berbères alliées. Les chefs de ces tribus se mobilisent pour le combat en vertu des traités qui les lient au pouvoir romain, mais aussi probablement à cause de leur christianisation depuis longtemps acquise.

## Expédition

### Forces en présences
Les chroniqueurs arabes estiment, exagérément, l'armée byzantine à 70 000, 100 000, 120 000 ou même 200 000 hommes, qui est commandée par Grégoire le Patrice. L'armée arabe, de 20 000 hommes, est commandée par Abdallah ibn Saad, qui entre en Tripolitaine au début de l'an 647. Les forces de l'exarque sont constituées à la fois de troupes byzantines, et berbères dont le nombre et l'affiliation tribale ne sont pas connus.

### Déroulement
La bataille a lieu dans les environs de Sufétula. Le lieu exact de la bataille est inconnu. Les embuscades arabes ont apparemment brisé les forces de Grégoire. Les élites byzantines — qui sont décimées durant la bataille — ont blâmé les soldats berbères pour la défaite car ils auraient pris la fuite, causant la destruction des troupes d'élite byzantines. La bataille est perdue par les Byzantins, Grégoire est tué, celle-ci ouvre la porte à la conquête du Maghreb.
Agapios de Manbij et certaines sources syriaques, affirment que Grégoire a survécu à la défaite, et a fui vers Constantinople, où il s'est réconcilié avec Constant II Héraclius, mais la plupart des historiens modernes préfèrent le récit des chroniqueurs arabes sur sa mort dans la bataille. Les récits arabes affirment aussi que les musulmans ont pris la fille de Grégoire, qui a combattu au côté de son père. Elle est emmenée en Égypte en tant qu'esclave, mais se serait suicidée en tombant de son chameau.

## Conséquences
Après la mort de Grégoire, les Arabes mettent à sac Sufétula et attaquent l'exarchat de Carthage, tandis que les Byzantins se retirent dans leurs forteresses. Incapables d'assaillir les fortifications byzantines et satisfaits des pillages qu'ils ont faits, les Arabes acceptent de partir en échange du payement d'un lourd tribut en or. Ils auraient obtenu 2 500 000 dinars, soit 300 talents d'or.
Malgré la paix conclue avec les envahisseurs arabes, et la restauration des liens avec Constantinople, la domination byzantine en Afrique est ébranlée à ses racines par la rébellion de Grégoire, sa mort, et la victoire arabe. Les tribus berbères, en particulier, ont mis fin à leur allégeance à l'Empire, et la plupart, du sud de la Tunisie, semblent avoir échappé au contrôle de Carthage. Ainsi, d'après Charles Diehl, la bataille de Sufétula marque « la fin, plus ou moins proche, mais inévitable, de la domination byzantine en Afrique ».